# ObZen
obZen é o sexto álbum de estúdio da banda sueca de metal extremo Meshuggah. Foi lançado na Europa no dia 7 de março de 2008 e no continente norte-americano já em 11 de março de 2008 pela gravadora Nuclear Blast. Tomas Haake voltou como baterista de estúdio para o álbum depois que o software de bateria Drumkit from Hell foi usado em Catch Thirtythree. É também o primeiro álbum em que o baixista Dick Lovgren se apresenta, apesar de ser membro da banda desde 2004. Este fato se deve ao baixo ter sido programado digitalmente no álbum anterior, Catch Thirtythree, e o baixo ter sido tocado pelo guitarrista Fredrik Thordendal no EP anterior, intitulado I. O lançamento do álbum foi seguido por sua primeira turnê mundial. Um vídeo foi filmado para uma versão mais curta da música "Bleed". Uma reedição de vinil de dois discos foi lançada em 22 de março de 2019 pela Nuclear Blast.

## História
Em uma entrevista para a Revolver, o baterista Tomas Haake afirmou que obZen seria um retorno coletivo aos trabalhos anteriores da banda, sinalizando uma mudança de direção em relação ao esforço anterior, Catch Thirtythree. "Temos algumas músicas rápidas e intensas e coisas agitadas e pesadas que se baseiam em todas as coisas que fizemos no passado."
O álbum foi originalmente planejado para lançamento em novembro de 2007, antes de uma turnê europeia que continha tanto Meshuggah quanto The Dillinger Escape Plan. Entretanto, o processo de gravação do obZen demorou mais do que o esperado e levou a banda a desistir da turnê, explicando posteriormente em seu site oficial que o aspecto "promocional do álbum" da turnê não se aplicava mais e que eles preferiam focar suas prioridades em conseguir acabar o disco.
Em entrevista, Haake, o baterista, comentou mais sobre o tempo que levou para gravar o álbum, dizendo que: "Desta vez levamos quase seis meses para fazer todas as gravações e samples [...] definitivamente não nos apressamos". O software Drumkit from Hell foi usado no álbum, mas não como software de programação, como foi usado no Catch Thirtythree. O software foi usado como uma fonte de som auxiliar. Ele elaborou sobre  o conceito do álbum em outra entrevista, dizendo: "Se você ainda não descobriu, obZen significa que a humanidade encontrou seu 'zen' no obscuro e obsceno." Haake também mencionou que sua faixa favorita neste álbum é "Dancers to a Discordant System". Meshuggah tocou a música ao vivo pela primeira vez no show de abertura da turnê Koloss em Bristol, Inglaterra, no dia 12 de abril de 2012. Foi tocada como a música de encerramento de todos os shows da turnê desde então.
A música "Bleed" foi lançada como DLC (conteúdo para downlçoad) nos videogames Rock Band pelo Rock Band Network em 18 de junho de 2010.

## Capa do álbum
Embora Meshuggah não tenha tercerizado usas artes no passado, a arte de seu álbum de obZen foi terceirizada. Com uma visão do que eles queriam que a obra de arte fosse, Meshuggah colaborou com o  artista "cross-media" Joachim Luetke. Em entrevista à Nuclear Blast USA, Haake e Hagström (guitarrista da banda) explicam que a obra de arte apresenta uma fotografia de um modelo masculino na " posição de lótus zen " com a metade inferior da fotografia sendo de uma modelo feminina. Isso porque o modelo masculino não conseguiu exercer a posição, tornando a figura andrógina. O modelo está coberto de sangue, o que é explicado como uma metáfora para a humanidade encontrar paz de espírito através da obscenidade. Além disso, cada uma das três mãos manchadas de sangue formam o número seis, que simboliza a natureza inerentemente maligna do homem.

## Recepção
obZen foi aclamado pela crítica e pelos fãs. No Metacritic, tem uma pontuação de 83 em 100 com base em 6 avaliações, indicando "aclamação universal".
O álbum foi elogiado por sua consistência e a banda por sua evolução musical que pôde ser consderada contínua, com Nick Terry da revista Decibel dizendo: "Três anos depois, e temos um novo ponto de referência para traçar a evolução musical de Meshuggah. E sim, as coisas estão evoluindo bem".
O álbum também foi elogiado pela banda revisitando sua abordagem inicial voltada para o thrash metal em faixas como "Combustion" e "Bleed", enquanto ainda mantém o ar de experimentalismo encontrado em seus últimos álbuns. John Norby, da Zero Tolerance Magazine, descreveu o álbum, como "O melhor do Meshuggah moderno encontra o melhor do Meshuggah mais antigo."
Thom Jurek, em sua resenha do álbum no Allmusic, chamou obZen de

"metal de puro ataque, tocado por uma banda que foi da simplicidade ao excesso e incorporou os dois em um disco que está no mesmo nível de qualquer outra coisa que eles já fizeram, mesmo que nem todos os elementos se casem perfeitamente ainda".Original  Estados Unidos: "sheer attack metal, played by a band that has run from simplicity to excess and incorporated them both into a record that is on a level with anything else they've done, even if not all the elements marry perfectly yet"  Estados Unidos
Revistas como Terrorizer, Decibel, Revolver e Metal Hammer nomearam o álbum em sua lista de final de ano de 2008.  Meshuggah foi indicado ao Grammy sueco por obZen na categoria de Hard Rock, mas perdeu para In Flames.

## Lista de faixas
Os lançamentos em vinil têm as faixas 1–3 no lado A, faixas 4–6 no lado B, faixas 7–8 no lado C e faixa 9 no lado D.
Todas as letras foram escritas pelo baterista Tomas Haake
| N.º | Título                           | Duração |  |
| 1.  | "Combustion"                     | 4:08    |  |
| 2.  | "Electric Red"                   | 5:51    |  |
| 3.  | "Bleed"                          | 7:22    |  |
| 4.  | "Lethargica"                     | 5:47    |  |
| 5.  | "obZen"                          | 4:24    |  |
| 6.  | "This Spiteful Snake"            | 4:52    |  |
| 7.  | "Pineal Gland Optics"            | 5:12    |  |
| 8.  | "Pravus"                         | 5:10    |  |
| 9.  | "Dancers to a Discordant System" | 9:36    |  |

## Staff
Pessoal adaptado de Allmusic.

### Meshuggah
- Jens Kidman – vocais
- Fredrik Thordendal – guitarra solo
- Mårten Hagström – guitarra base, guitarra principal (em "Electric Red" e "Pravus")
- Dick Lövgren – baixo
- Tomas Haake – bateria, palavra falada (em "Dancers to a Discordant System")

### Produção
- Meshuggah – produção
- Björn Engelmann – masterização
- Joachim Luetke – arte da capa, fotografia

## Posições nas paradas
obZen estreou na posição de número 59 nos Estados Unidos, com 11.384 cópias sendo vendidas na primeira semana. Na Suécia, o álbum entrou na parada de álbuns oficial no número 16, e no Reino Unido no número 151. Em 19 de setembro de 2008, obZen vendeu mais de 50.000 cópias nos Estados Unidos, e 82.000 cópias em 2012.